# Карабулак
Карабулак (рус. Карабулак) град је у Русији у Ингушетији. Према попису становништва из 2010. у граду је живело 30961 становника.

## Становништво
| 1970. | 1979. | 1989. | 2002.  | 2010.  |
| ----- | ----- | ----- | ------ | ------ |
| 7.660 | 8.779 | 9.354 | 31.279 | 30.961 |